# TER Bretagne

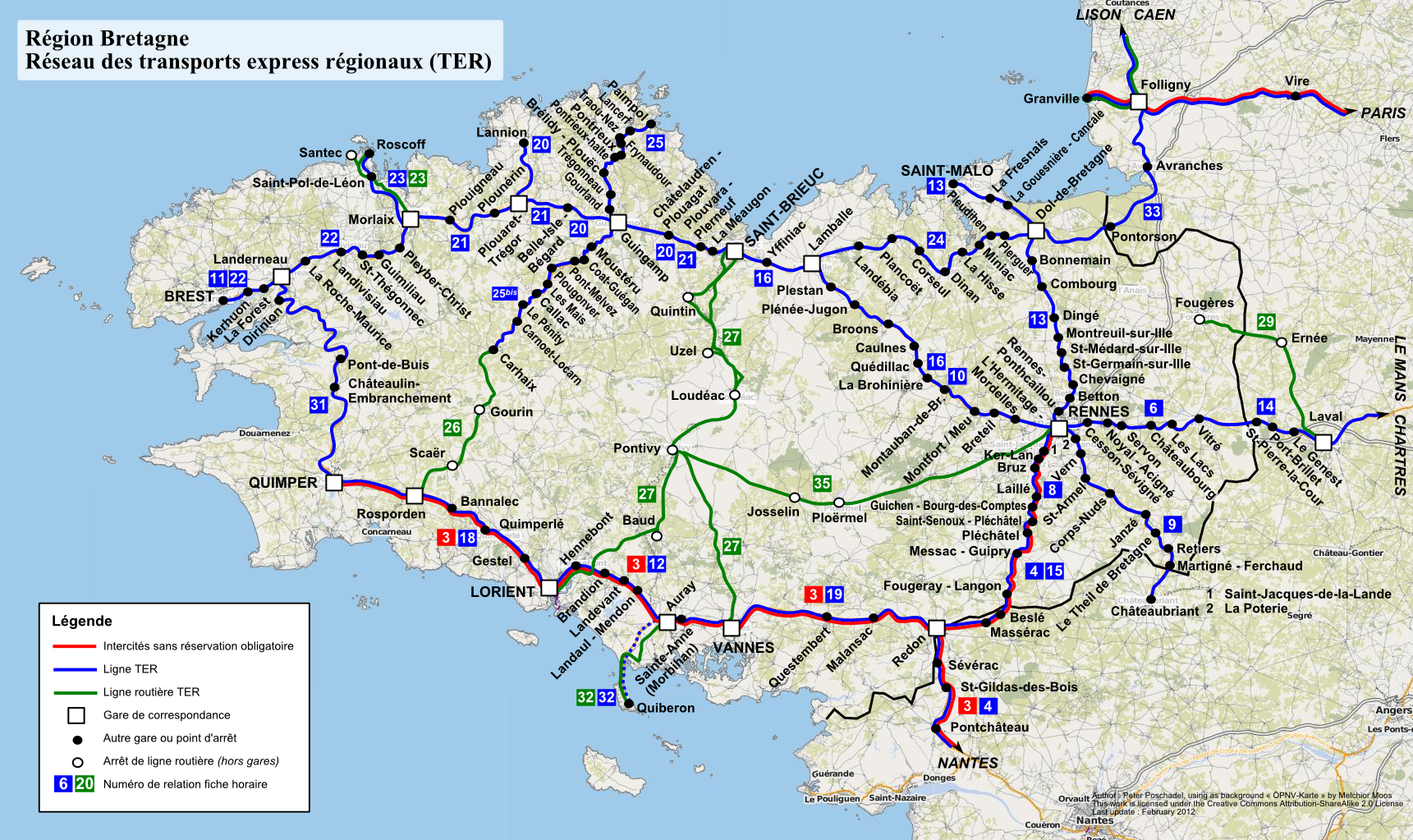
Netz des TER Bretagne

Das TER Bretagne (seit 2018 auch als TER BreizhGo vermarktet) ist ein regionales Bahnnetz, das die vier Départements Côtes-d’Armor (22), Finistère (29), Ille-et-Vilaine (35) und Morbihan (56) innerhalb der Region Bretagne bedient. Die Stadt Fougères im Département Ille-et-Vilaine ist mit TER-Zügen der Region Pays de la Loire, über die Stadt Laval, an das französische TER-Netz angebunden. Insgesamt besteht ein Streckennetz von 1.190 Kilometern. TER Bretagne ist einer von mehreren TER-Zusammenschlüssen in Frankreich. Das Regionalunternehmen betreibt 137 Bahnhöfe. Bei einer Fläche von zirka 27.200 km² muss so durchschnittlich jeder Bahnhof 199 km² bedienen, ein in Frankreich leicht unterdurchschnittlicher Wert.
Die TER ist ein Gemeinschaftsunternehmen der Regionalverwaltung und der französischen Staatsbahn (SNCF). Sie stellen die Transportleistungen im Personenverkehr auf der Schiene und in Bussen zur Verfügung, entscheiden über die Tarifstruktur und sind für den Takt sowie die Kapazitätsbemessung zuständig.
Die in der Bretagne verfügbaren Eisenbahnstrecken verlaufen über Rennes kommend in einem Abstand von 20 bis 60 Kilometer entlang der gesamten Küste und dann weiter in Richtung Süden nach Nantes. Von dieser „Stammstrecke“ zweigen zahlreiche Stichbahnen sowohl in Richtung Küste als auch ins Landesinnere ab. Die Strecken sind in 28 Linienabschnitte unterteilt. Verknüpfungen werden auch mit Hilfe der elf vom TER betriebene Buslinien hergestellt.

## Fahrzeugpark
Seit 2002 wird in der Region dieser Service angeboten. Im Jahr 2007 benutzten durchschnittlich 17.000 Fahrgäste täglich einen der 260 bereitgestellten Züge, 2011 28.300 Fahrgäste in 300 Zügen. Nach eigenen Angaben sollen bis 2010 85 Prozent der Züge ausgetauscht oder generalsaniert sein. Die Investitionen, die bereits für den Nahverkehr getätigt wurden, sind immens:
- 100 Millionen Euro für 23 „Autorails grande capacité électrique (ZGC)“. Ihr Einsatz findet seit dem Frühjahr 2007 statt; die In-Dienststellung war 2009 abgeschlossen. Sie verkehren mit Höchstgeschwindigkeiten von 160 Kilometern pro Stunde und können so im Halb-Stunden-Abstand die Metropolen im Nordwesten Frankreichs miteinander verbinden. Sie sind auf den Magistralen Rennes–Saint-Malo, Rennes–Saint-Brieuc und Rennes–Redon anzutreffen, seit September 2008 auch auf der Verbindung Brest–Landerneau und Brest–Morlaix.
- 92 Millionen Euro für 17 „Automotrices électriques à grande vitesse (ZTER)“; sie lösten alte Corail und USI-Wagen ab (seit 2004) und verkehren mit bis zu 220 km/h. Sie verkehren auf den Strecken Rennes–Brest, Rennes–Quimper, Rennes–Nantes und Quimper-Nantes eingesetzt.
- 22 Millionen Euro für 15 „X 73500“, der sogenannte „Kleine Bruder des TGV“, die bereits seit 2000 auf den Strecken Brest–Quimper, Brest–Morlaix, Morlaix–Roscoff.
- 5 Millionen Euro für 5 renovierte „Rames réversibles régionales“ (RRR). Sie verkehren im Sternverkehr rund um Rennes sowie auf der Strecke Rennes–Saint-Malo.
- 1,7 Millionen Euro für 5 zweiteilige elektrische Triebwagen des Typs Z2 (Z 9600), die ebenfalls vollständig renoviert wurden (2004–2007) und auf allen elektrisch betriebenen Strecken in der Bretagne anzutreffen sind.

In den Jahren 1998 bis 2004 hat die Region bereits 142 Millionen Euro in den Wagenpark investiert; 77 Millionen Euro sind bis 2010 noch hinzugekommen. Nach anderen Angaben in der Zeit von 2003 bis 2009 Investitionen von etwa 250 Mio. Euro.